# ظلم‌آباد (گتوند)
ظلم‌آباد (گتوند)، روستایی از توابع بخش عقیلی شهرستان گتوند در استان خوزستان ایران است.

## جمعیت
این روستا در دهستان عقیلی جنوبی قرار دارد و براساس سرشماری مرکز آمار ایران در سال ۱۳۸۵، جمعیت آن ۱٬۷۱۴ نفر (۳۱۳خانوار) بوده‌است.